# 巴尔德伊哈德罗斯
巴尔德伊哈德罗斯，是西班牙卡斯蒂利亚-莱昂萨拉曼卡省的一个市镇。 总面积12平方公里，总人口109人（2001年），人口密度9人/平方公里。